# Comunidade Perema
Perema é uma comunidade que surgiu no ano de 1945, situada em Santarém, no oeste do Pará, às margens da Rodovia Estadual PA-370, que liga o município a Hidrelétrica Curuá-Una na região de planalto. Fica a 16 km do Centro urbano do município e o acesso pode ser feito apenas por via terrestre. O vilarejo possui aproximadamente 300 famílias. Metade vive da agricultura, outros são servidores públicos, de empresa privada e aposentados e pensionistas. A Associação de Moradores arrecada mensalmente de seus associados cerca de R$ 10 mil reais que são empregados em ações.

## História
Segundo relatos, os primeiros moradores que habitaram a região encontraram uma lagoa de água azul. Nesse tempo havia muita Perema - o nome popular de uma pequena espécie de cágado de tom cinza amarelado e que vive nos rios e lagos da região Norte do Brasil. Assim, os moradores decidiram batizar o vilarejo com esse nome.

## Educação
A comunidade possui uma instituição de ensino. A escola municipal de educação infantil e ensino fundamental Professora Rosilda Wanghon, mantida pela Prefeitura de Santarém, por meio da Secretaria Municipal de Educação e Desportos (SEMED). A instituição atende alunos da Educação Infantil, Ensino Fundamental I e II e Educação de Jovens e Adultos (EJA). A escola possui 320 alunos, distribuídos nos turnos manhã, tarde e noite.

## Transporte
O meio de transporte utilizado é o terrestre, com acesso pela Rodovia PA-370, totalmente pavimentada e sinalizada. Existem linhas de transportes coletivos feitas por quatro empresas, que operam todos os dias, em horários específicos. O plantão noturno é até as 22h. A tarifa cobrada pelas empresas varia de acordo com o trajeto, entre R$ 2,80 e 3,25. Os estudantes pagam meia passagem, que corresponde um terço do valor cobrado pelas empresas.

## Meio Ambiente
A comunidade tem o maior lixão a céu aberto da região e foi considerado o maior problema ambiental. São despejadas milhares de toneladas por dia e os igarapés estão ameaçados de desaparecer. Em 2015, a situação foi marcada por protestos que envolveu classes sindicais, moradores e associações. O chorume proveniente dos resíduos escorrem diretamente para igarapés e nascentes de rios, matando peixes e provocando o assoreamento.

## Saúde
Não há posto de Saúde e essa é a maior dificuldades dos moradores que precisam ir para outra comunidade em busca de atendimento.

## Esporte
No esporte, dois grandes clubes se destacam: O Santa Cruz Futebol Clube e o Internacional Futebol Clube. Desses times, surgiram grandes atletas de renome, como é o caso do zagueiro Perema, que atualmente defende o Paysandu.